# Hassan Mudhafar
Hassan Mudhafar, de son nom complet Hassan Yousuf Mudhafar Al-Gheilani (arabe : حسن يوسف مظفر الغيلاني), est un footballeur omanais, né le 26 juin 1980 en Oman.

## Palmarès

### En club
- Al-Oruba :
  - Champion d'Oman en 2002
  - Vainqueur de la Coupe d'Oman en 2002
  - Finaliste de la Coupe d'Oman en 2001
  - Vainqueur de la Supercoupe d'Oman en 2000 et 2002

- Al-Ahli :
  - Finaliste de la Coupe Sheikh Jassem du Qatar en 2006

- Al-Wahda :
  - Champion des Émirats arabes unis en 2010

- Al-Ettifaq :
  - Finaliste de la Coupe d'Arabie saoudite en 2012

### En sélection nationale
- Vainqueur de la Coupe du Golfe en 2009
- Finaliste de la Coupe du Golfe en 2004 et 2007